# Gabriel Hicguet
Louis Gabriel Joseph Higuet (Saint-Servais, 21 februari 1866 - 24 oktober 1935) was een Belgisch senator en burgemeester.

## Levensloop
Gepromoveerd tot doctor in de rechten (1887) aan de Universiteit Luik en gevestigd als advocaat in Saint-Servais, werd hij in 1895 verkozen tot gemeenteraadslid en benoemd tot burgemeester van deze gemeente. Van 1898 tot 1912 was hij ook provincieraadslid voor Namen.
In 1912 werd hij verkozen tot liberaal senator voor het arrondissement Namen en vervulde dit mandaat tot aan zijn dood.